# Donald McKinnon

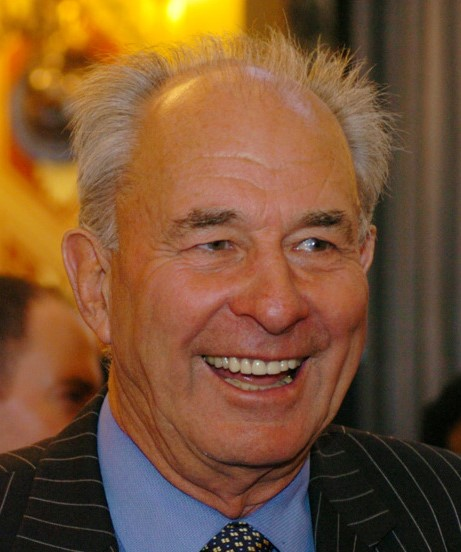
Don McKinnon (2009)

Sir Donald Charles McKinnon, ONZ, GCVO, PC (* 27. Februar 1939 in London, Vereinigtes Königreich) ist ein ehemaliger neuseeländischer Politiker der New Zealand National Party. Er war stellvertretender Premierminister Neuseelands und Außenminister. Er war bis zum 1. April 2008 Generalsekretär der Commonwealth of Nations.

## Leben
McKinnons Vater war Generalmajor Walter S. McKinnon, Chief of General Staff in Neuseeland. Er studierte am Nelson College in Nelson/Neuseeland und anschließend am Lincoln Agricultural College der Lincoln University in Neuseeland. Nach dem Studienabschluss leitete er einen landwirtschaftlichen Betrieb und wurde später Unternehmensberater für Landwirtschaftsbetriebe. Im Jahr 1974 war er als Immobilienmakler tätig. In seiner Freizeit arbeitete er als Tutor für die Rehabilitation von Gefangenen.

## Politische Karriere
Während der Wahlen 1969 und 1972 konnte McKinnon keine Erfolge erzielen. Erst nach der Wahl von 1978 erhielt er einen Sitz für Albany.
Im Jahr 1980 wurde McKinnon junior Whip, zwei Jahre später senior Whip.
Nach den Wahlen 1990 wurde McKinnon stellvertretender Premierminister (Deputy Prime Minister), zugleich Außen- und Handelsminister (Minister of Foreign Affairs and Trade) sowie Minister für Angelegenheiten der Pazifischen Inseln (Minister of Pacific Island Affairs) Neuseelands. Phil Goff wurde sein Nachfolger.
Durch seine Tätigkeit als Außenminister Neuseelands war McKinnon stark mit dem Commonwealth befasst. Während der Konferenz Commonwealth Heads of Government Meeting in Durban im November 1999 setzte er sich gegen den sri-lankischen Außenminister Lakshman Kadirgamar durch und wurde zum Generalsekretär gewählt. Er löste damit den Nigerianer Emeka Anyaoku in diesem Amt ab.

## Sonstiges
McKinnon ist zudem Aufsichtsratsmitglied der Global Panel Foundation und Vorsitzender von Global Panel Australasia.